# Мендоса, Луис де
Луис де Мендоса (исп. Luis de Mendoza; XV век — 2 апреля 1520, Бухта Святого Юлиана) — испанский мореплаватель, принимавший участие в первом кругосветном плавании Магеллана в качестве капитана «Виктории», одного из пяти кораблей экспедиции.
Примерно через шесть месяцев после начала экспедиции Мендоса с двумя другими испанскими капитанами попытался свергнуть Магеллана во время пасхального мятежа в южноамериканском порту Сан-Хулиан. Во время мятежа Луис де Мендоса был убит.

## Биография
30 марта 1519 года был назначен королем Карлосом I казначеем первого кругосветного путешествия. Целью путешествия было найти маршрут от Испании до островов Специй в пределах отведенных Испании территорий. Эти пределы были согласованы с Португалией в Тордесильясском договоре 1494 года, установив демаркационную линию, которая разделяла мир между двумя коронами.
Закончив подготовку, экспедиция покинула порт Севильи 10 августа 1519 года. Генерал-капитаном экспедиции из 5 судов был назначен португалец Фернан Магеллан, веедором (правительственным инспектором) был Хуан де Картахена. Луис де Мендоса, помимо генерального казначея, был также назначен капитаном судна Виктория.
Во время плавания в Атлантике между Фернаном Магелланом и тремя капитанами судов, управляемых испанцами, возникает конфликт на почве притязаний испанцев на главенствующую роль в экспедиции.
В результате конфронтация перерастает в организованный испанцами мятеж. В ночь с 1 на 2 апреля 1520 года, три из пяти кораблей экспедиции, а именно «Сан-Антонио» под командованием капитана Хуана де Картахена, «Консепсьон» под командованием капитана Гаспара де Кесада и «Виктория» под командованием Луиса де Мендосы полностью переходят в руки взбунтовавшихся испанцев.
Вскоре Магеллан принимает решение заблокировать выход из бухты Пуэрто-Сан-Хулиан и напасть на «Викторию», где находилось много лояльных ему португальцев. Шлюпка, в которой находится альгвасил Гонсало Гомес де Эспиноса и пять надежных людей, отправляется к «Виктории». Поднявшись на корабль, Эспиноса вручает капитану Мендосе новое приглашение от Магеллана прибыть на переговоры. Капитан начинает читать его с ухмылкой, но дочитать не успевает. Эспиноса наносит ему удар ножом в шею, один из прибывших матросов добивает мятежника. Пока команда «Виктории» пребывала в полной растерянности, на борт вскакивает ещё одна, на этот раз хорошо вооруженная группа сторонников Магеллана во главе с Дуарте Барбозой, незаметно подошедшая на другой шлюпке. Экипаж «Виктории» сдается без сопротивления.
Вскоре мятеж был подавлен и все пять кораблей вновь вернулись под управление Магеллана.
Тела Кесады (капитана корабля «Консепсьон», который был казнен обезглавливанием) и Мендосы были четвертованы, позже части тел были развешены на виселицы в качестве предупреждения.